# Echinodorus
Genre
Taxons de rang inférieur
- Voir le texte

Classification APG II (2003)
Echinodorus est un genre de plantes-épées amazoniennes à croissance lente.

## Liste des espèces
- Echinodorus amazonicus
- Echinodorus angustifolius
- Echinodorus aschersonianus
- Echinodorus berteroi (Spreng.) Fassett
- Echinodorus bleheri
- Echinodorus bolivianus
- Echinodorus brevipedicellatus
- Echinodorus cordifolius (L.) Griseb.
  - Echinodorus cordifolius 'Tropica Marble Queen'
- Echinodorus floridanus Haynes et Burkhalter
- Echinodorus grandiflorus
- Echinodorus grisebachii
- Echinodorus horemanii
- Echinodorus horizontalis
- Echinodorus latifolius
- Echinodorus major
- Echinodorus macrophyllus
- Echinodorus martii
- Echinodorus osiris
- Echinodorus ozelot
- Echinodorus parviflorus
- Echinodorus tenellus (Mart.) Buch.